# Budějovická (métro de Prague)
Budějovická est une station de métro à Prague, en Tchéquie. Située sur la ligne C du métro de Prague entre Pankrác et Kačerov, elle est ouverte depuis le 9 mai 1974.